# Leezdorf
Leezdorf is een gemeente in de Duitse deelstaat Nedersaksen. De gemeente ligt in de regio Oost-Friesland en is bestuurlijk onderdeel van de Samtgemeinde Brookmerland, behorend bij de Landkreis Aurich. Leezdorf telt 1.833 inwoners.

## Geschiedenis

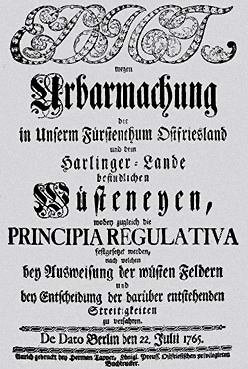
Het Urbarmachungs-Edikt (1765)

Leezdorf behoort tot de jongste gemeenten in het Brookmerland. Nadat het door koning Frederik II van Pruisen ondertekende zogenaamde Urbarmachungsgesetz (de ontginningswet) in 1765 een intensieve bewoning mogelijk maakte, trokken de eerste veenkolonisten naar het nieuw ontstane dorp. In de extreem regenachtige herfst van 1792 gingen tientallen hectares reeds ontgonnen land verloren door een aardverschuiving.
Uiteindelijk werd Leezdorf in 1869 zelfstandig, nadat het op voordracht van Osteel afgesplitst werd en de gemeenteraad hieraan zijn goedkeuring verleende. Nadat ook de Oberpräsident van de provincie Hannover het besluit goedkeurde, werd dit besluit in de Staatscourant van 20 april van dat jaar gepubliceerd.
In tegenstelling tot vele andere dorpen in de omgeving ontwikkelde Leezdorf zich als een "strooidorp", (van origine: in het landschap verspreide boerderijen e.d.) wat tot op heden herkenbaar is in de nederzettingsstructuur. Intussen heeft zich toch een kern ontwikkeld met een marktplein.
Evenals in de omliggende dorpen, is de betekenis van de landbouw sedert circa 1960 afgenomen. Tamelijk veel dorpelingen vonden plaatsvervangend werk in de Volkswagen-autofabriek te Emden.

## Bezienswaardigheden

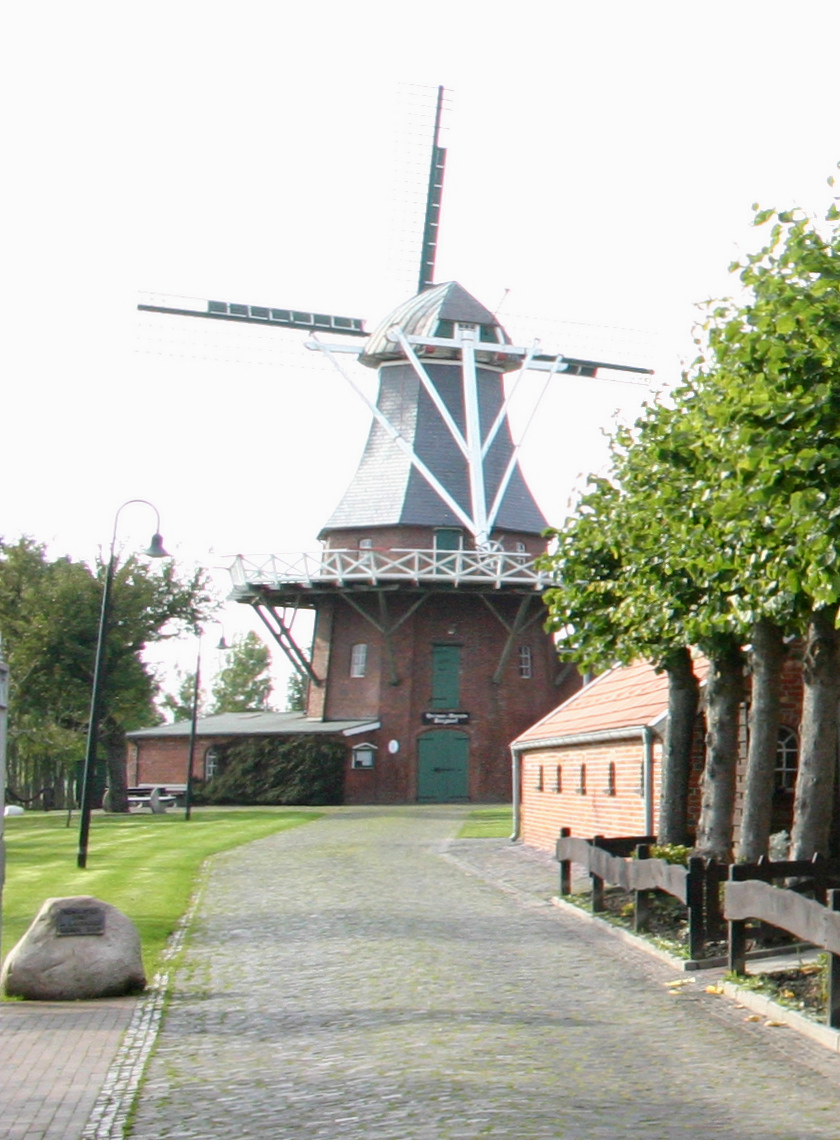
Leezdorfer Molen

De Leezdorfer Mühle, een in 1897 gebouwde molen, type achtkante bovenkruier, is de belangrijkste bezienswaardigheid van het dorp. Ze herbergt een bescheiden, beperkt geopend  streekmuseum en een theeschenkerij. De molen is ook het centrum van veel van het verenigingsleven in het dorp.

## Politiek
De gemeenteraad bestaat uit 10 leden plus de direct gekozen burgemeester. De zetelverdeling is sinds de raadsverkiezingen van 2016 als volgt:
| Partij                      | Zetels |
| --------------------------- | ------ |
| SPD                         | 5      |
| CDU                         | 2      |
| Bündnis 90/Die Grünen       | 1      |
| Brookmer Wählergemeinschaft | 3      |